# Вырка (верхний приток Оки)
Вы́рка (Фатьяновская Вырка, Выра) — река в России, протекает по Калужской и Тульской областям. Левый приток Оки.

## География
Река Вырка берёт начало в Ульяновском районе Калужской области неподалёку от деревни Госьково. Течёт на восток, пересекает границу Тульской области и впадает в Оку у южной границы города Белёв. Устье реки находится в 1243 км от устья Оки. Длина реки составляет 43 км, площадь водосборного бассейна — 260 км².
Наиболее крупный левый приток Вырки — река Чернышенка.

## Данные водного реестра
По данным государственного водного реестра России относится к Окскому бассейновому округу, водохозяйственный участок реки — Ока от города Орёл до города Белёв, речной подбассейн реки — бассейны притоков Оки до впадения Мокши. Речной бассейн реки — Ока.